# 頸溝新平鮋
頸溝新平鮋，為輻鰭魚綱鮋形目鮋亞目新平鮋科的其中一種，為亞熱帶海水魚，分布於東印度洋澳洲南部海域，為特有種，棲息深度15-593公尺，體長可達50公分，棲息在沿岸軟底質底層水域，生活習性不明，具有毒性。

## 扩展阅读
維基物種上的相關：頸溝新平鮋